# Pistola fumante

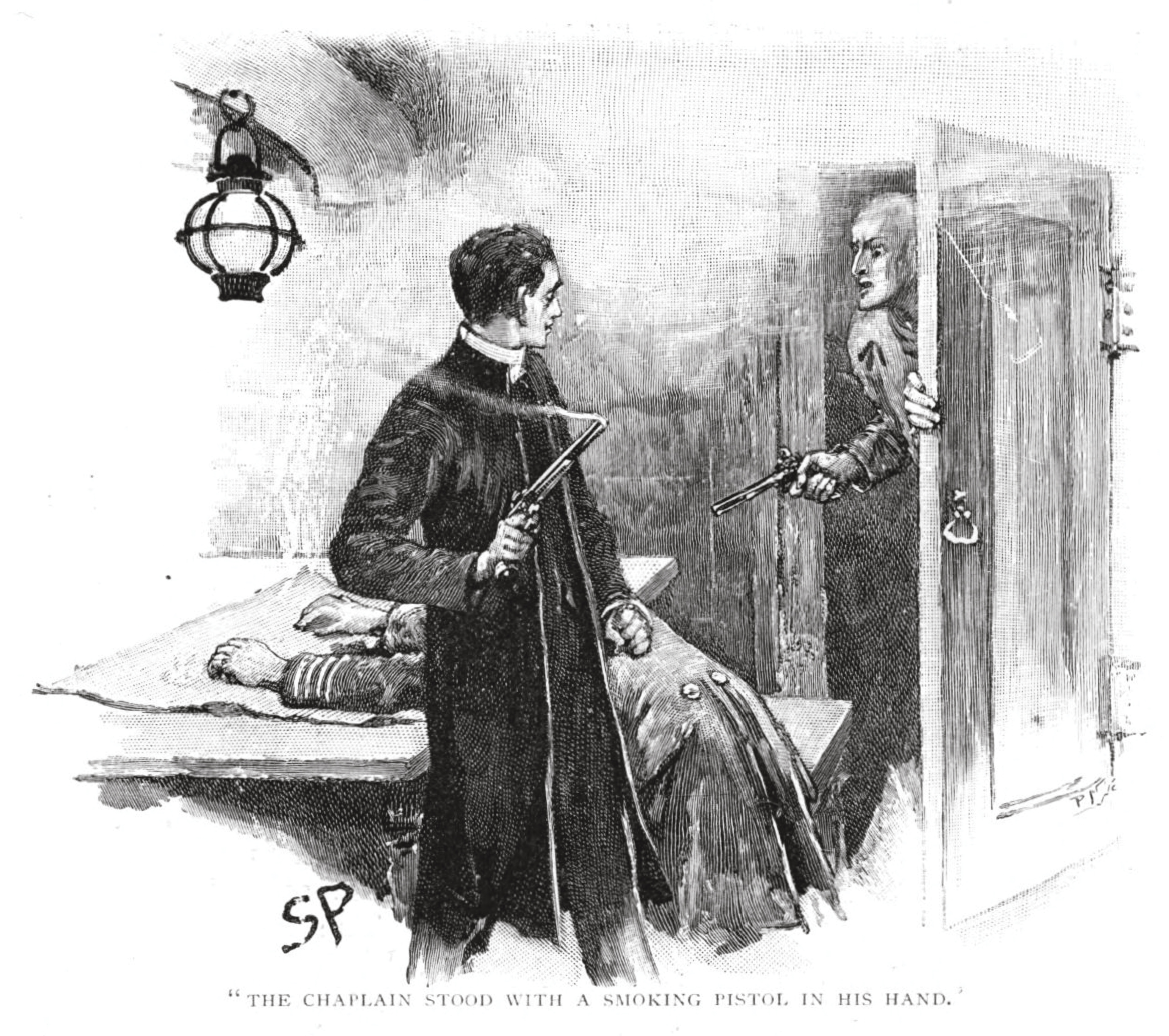
Illustrazione di "pistola fumante" di Sidney Paget (1893)

La pistola fumante (in inglese smoking gun) è termine di derivazione giornalistica, che fa riferimento a un oggetto o una circostanza che viene utilizzata come prova obbiettivamente certa di un delitto o più genericamente di un dato fatto.

## Origine
Il termine trae origine dall'idea che trovare una pistola che avesse appena fatto fuoco (quindi "ancora fumante") su di un sospettato o ricercato per aver sparato a qualcuno, sarebbe stata in quella situazione una prova quasi inconfutabile di commissione del crimine. 
La sua nascita letterale viene fatta risalire ad una variante della frase like "smoking gun", attestata nel racconto di Sherlock Holmes Il mistero della Gloria Scott ("The Adventure of the Gloria Scott", 1893). L'utilizzo si è poi successivamente consolidato negli anni a venire con gli scandali del Watergate e CIA-gate-Nigergate.
Nel tempo il significato ed uso sono divenuti più estensivi, venendo adoperato in contesti estranei all'attività criminale o delittuosa, evolvendosi con un'accezione più generica e figurativa.